# Ендру Флечер
Ендру Џон Леонард Флечер (енгл. Andrew John Leonard Fletcher; Нотингем, 8. јул 1961 — Брајтон, 26. мај 2022) био је британски музичар, клавијатуриста и оснивач групе Депеш моуд.
Године 2020, Флечер је примљен у Рокенрол кућу славних као члан Депеш моудa. Преминуо је 26. маја 2022. године.

## Дискографија
Са групом Депеш моуд:
- Speak & Spell (1981)
- A Broken Frame (1982)
- Construction Time Again (1983)
- Some Great Reward (1984)
- Black Celebration (1986)
- Music for the Masses (1987)
- Violator (1990)
- Songs of Faith and Devotion (1993)
- Ultra (1997)
- Exciter (2001)
- Playing the Angel (2005)
- Sounds of the Universe (2009)
- Delta Machine (2013)
- Spirit (2017)